# تیپ تکاور حضرت مهدی
تیپ تکاور حضرت مهدی  از تیپ‌های تکاوری نیروی زمینی سپاه پاسداران انقلاب اسلامی است، که ستاد فرماندهی و پادگان آن در شهر اندیمشک، استان خوزستان مستقر می‌باشد.